# Повилика европейская
Повили́ка европе́йская (лат. Cuscúta europaéa) — однолетнее паразитическое растение; вид рода Повилика семейства Вьюнковые. Карантинный сорняк.

## Ботаническое описание
Растение однолетнее.

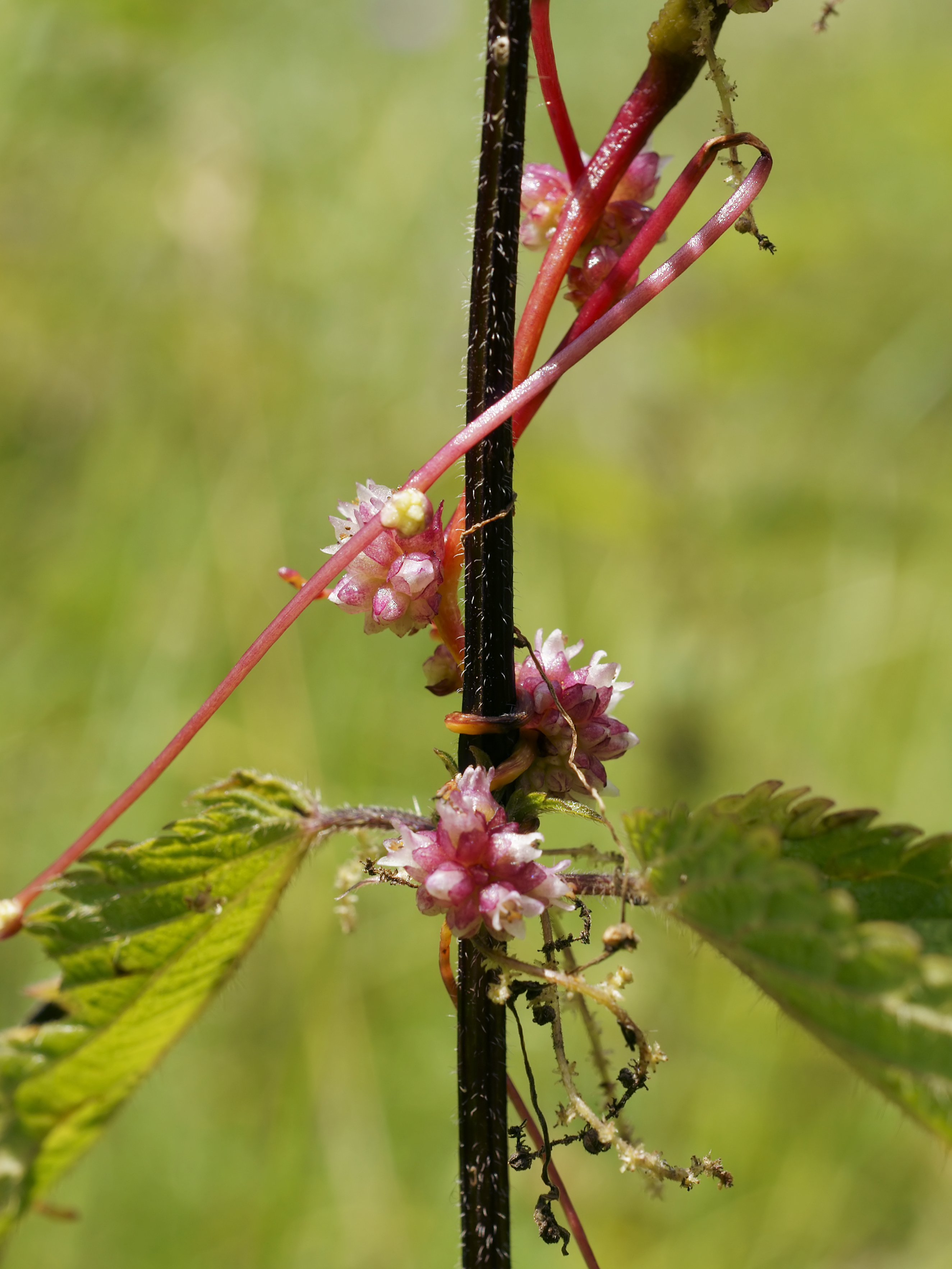
На крапиве двудомной

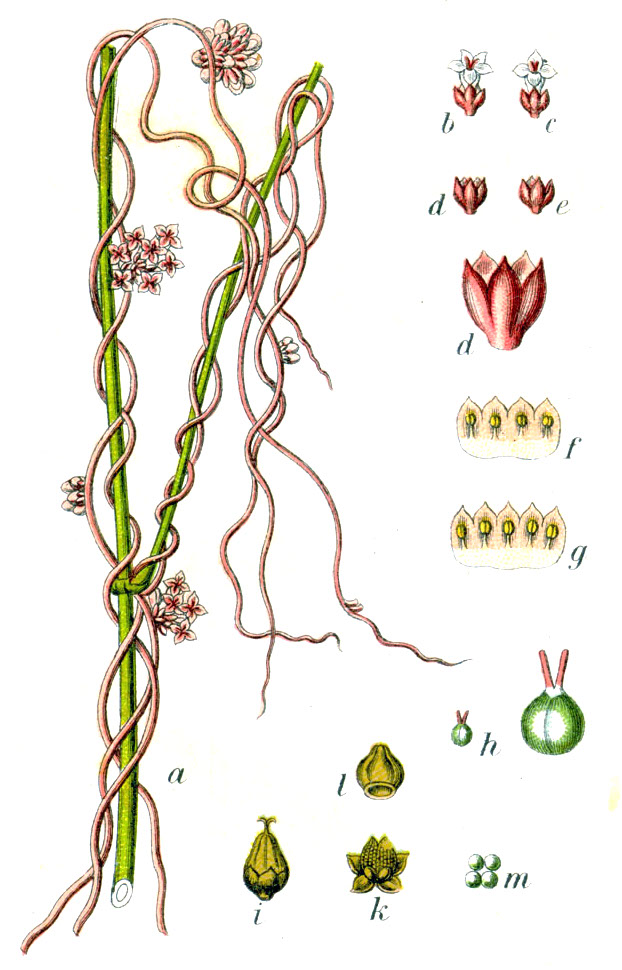

Корней нет. Стебли от 0,5 до 1,5 м длиной и до 2,5 мм толщиной, красные или красноватые, ветвистые, голые, гладкие. Стебли повилики обвивают стебли других растений («хозяев») и присасываются к ним особыми присосками, с помощью которых высасывают из «хозяина» питательные соки.
Цветки 2—3 мм длиной, на коротких цветоножках, розовые или розовато-белые, собранные в довольно крупные, до 1,5 см в диаметре, шаровидные рыхловатые соцветия-«клубочки» с маленькими кроющими листочками у основания. Чашечка обратноконическая, до 3 мм длиной, в основании мясистая, иногда угловатая, почти до половины надрезанная на четыре (иногда пять) широкояйцевидных или широкотреугольных туповатых цельнокрайных долей. Венчик немного превышает чашечку, состоит из четырёх — пяти лопастей, которые почти вдвое короче трубки венчика или почти равны её длине, овально-яйцевидные или яйцевидные, тупые цельнокрайные, прямые или немного отогнутые внутрь. Тычинки прикреплены в углах между долями венчика, немного короче последних, с яйцевидно-сердцевидными или почти шаровидными пыльниками и шиловидными нитями, которые чуть длиннее пыльников. Чешуйки мелкие, обычно не превышают середины трубки венчика или реже немного длиннее, более-менее двураздельные или цельные, обычно с немногими бахромками на верхушке, прижатые к спинке трубки, так что их обычно трудно заметить. Завязь почти шаровидная или удлинённо шаровидная, до 2,5 мм длиной, с двумя обычно расходящимися нитевидными столбиками и нитевидными рыльцами. Столбик и рыльце короче завязи или почти равны ей. Цветёт в центральной части России в июне — августе. Увядший венчик сохраняется на верхушке плода и отваливается вместе с его крышечкой.
Коробочка двугнёздная, приплюснуто шаровидная, вскрывающаяся кольцеобразно поперечной трещиной или разрывающаяся продольно, обычно с четырьмя семенами. Семена в очертании почти округлой или округло яйцевидной формы, с внутренней стороны угловатые, от 0,8 до 1,3 мм длиной, шероховатые, часто блестящие от мелких чешуек. Окраска семян тёмно-коричневая, иногда чёрная, реже серая. Семена содержат стекловидный эндосперм, в который погружён крупный, удлинённый, спирально скрученный нитевидный зародыш. Плоды в центральной части России созревают в июне — сентябре. Семена требуют для прорастания три — четыре месяца покоя и имеют очень растянутый период прорастания. Семена тёмновсхожие, на свету не прорастают.
Эту повилику часто смешивают с повиликой тимьяновой (Cuscuta epithymum Murray), от которой европейская отличается более толстыми стеблями, крупными соцветиями, обратно-конической формой чашечки, мясистой у основания, тупыми долями венчика, почти не выставляющимися из венчика пыльниками и, особенно, очень маленькими, тонкими, прижатыми чешуйками с немногими бахромками.

## Распространение и среда обитания
Довольно широко распространённое евразиатское растение. Ареал охватывает практически всю Европу. В Азии встречается в районах с умеренным климатом (от Турции на западе и через Кавказ, Среднюю Азию, Гималаи и Тибет до восточных провинций Китая). В Северной Африке распространена в Алжире. Повилика европейская занесена и натурализовалась почти повсюду в мире.
В России встречается в европейской части, доходя на севере почти до северных берегов Онежского озера, на Северном Кавказе и в Дагестане, в Восточной (где доходит до Якутии) и Западной Сибири, на Дальнем Востоке (Приморье, Сахалин). В центральной части России обычна во всех областях.
Растёт на лугах, в лесах (на опушках и полянах и в зарослях кустарников), на берегах водоёмов, обочинах дорог, пустырях, паразитируя, в первую очередь, на крапиве, а также и на большом количестве других растений. Число видов поражаемых ею растений превышает 100. В садах, парках и огородах паразитирует на культурных травянистых растениях, реже на древесных.

## Хозяйственное значение и применение
Злостный карантинный сорняк. Наносит ущерб посевам кормовых и технических сельскохозяйственных культур (люцерна, вика, клевер, табак, конопля, хмель и другие), посадкам овощей и зернобобовых (бобы, картофель, семенники капусты), в питомниках ягодных и декоративных садовых кустарников и деревьев — саженцам смородины, крыжовника, сирени, тополя, клёна, ивы, орешника, ольхи чёрной, бузины).

## Классификация

### Таксономия
Cuscuta europaea L., 1753, Sp. Pl. : 124
Вид Повилика европейская относится к роду Повилика (Cuscuta) семейства Вьюнковые  (Convolvulaceae) порядка Паслёноцветные (Solanales). Кладограмма в соответствии с Системой APG IV по состоянию на декабрь 2023 года:
|  |                          |  |                                   |                                   |           |  | еще 4 семейства | еще 4 семейства |                      |  |                         |  | еще 221 подтвержденный вид и 36 видов, ожидающих подтверждения | еще 221 подтвержденный вид и 36 видов, ожидающих подтверждения |  |
|  |                          |  |                                   |                                   |           |  | еще 4 семейства | еще 4 семейства |                      |  |                         |  | еще 221 подтвержденный вид и 36 видов, ожидающих подтверждения | еще 221 подтвержденный вид и 36 видов, ожидающих подтверждения |  |
|  |                          |  |                                   | порядок Паслёноцветные            |           |  |                 |                 | Повилика             |  |                         |  |                                                                |                                                                |  |
|  |                          |  |                                   | порядок Паслёноцветные            |           |  |                 |                 | Повилика             |  | 2 внутривидовых таксона |  |                                                                |                                                                |  |
|  | клада Цветковые растения |  |                                   |                                   | Вьюнковые |  |                 |                 | Повилика европейская |  |                         |  |                                                                |                                                                |  |
|  | клада Цветковые растения |  |                                   |                                   |           |  |                 |                 |                      |  |                         |  |                                                                |                                                                |  |
|  |                          |  | ещё 63 порядка цветковых растений | ещё 63 порядка цветковых растений |           |  |                 | еще 58 родов    | еще 58 родов         |  |                         |  |                                                                |                                                                |  |
|  |                          |  |                                   | ещё 63 порядка цветковых растений |           |  |                 |                 | еще 58 родов         |  |                         |  |                                                                |                                                                |  |

### Внутривидовые таксоны
- Cuscuta europaea var. europaea
- Cuscuta europaea var. indica Engelm.

### Синонимы
- Cuscuta capillaris Edgew.
- Cuscuta europaea subsp. halophyta (Fr.) Hartm.
- Cuscuta filiformis Lam.
- Cuscuta tetrandra Moench
- Cuscuta urceolata Stokes
- Cuscuta viciae F.Schultz ex Des Moul.
- Cuscuta vulgaris Pers.